# Wolf Kerschek

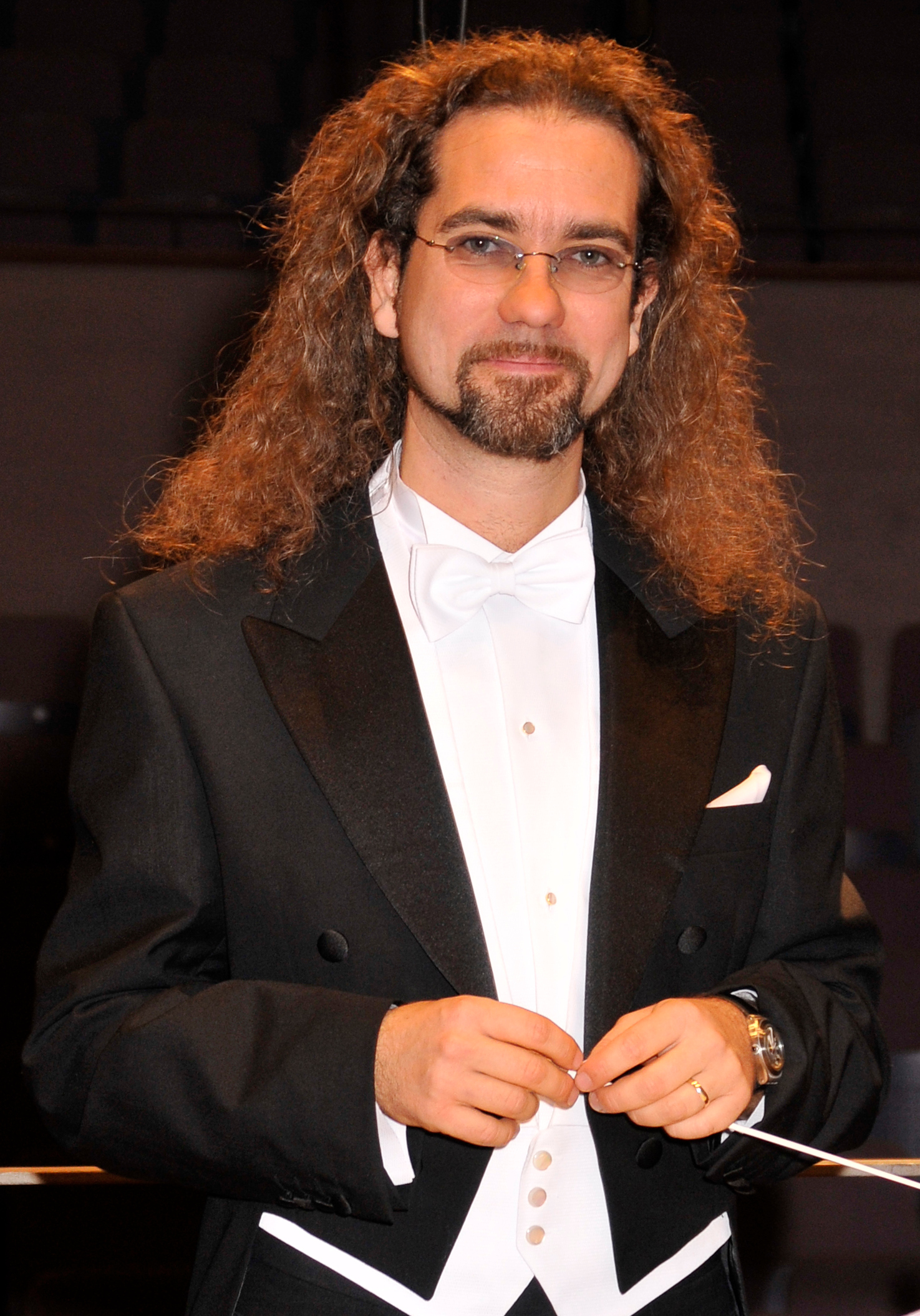
Wolf Kerschek

Wolf Kerschek (* 1969 in Hamburg) ist ein deutscher Komponist, Arrangeur, Dirigent und Jazzmusiker (Piano, Vibraphon, Marimba), der als Hochschullehrer tätig ist.

## Leben und Wirken
Wolf Kerschek studierte und graduierte an der Hochschule für Musik und Theater Hamburg und schloss danach als Stipendiat des Deutschen Akademischen Austauschdienstes am Berklee College of Music in den Fächern Vibraphon, Contemporary Writing and Production und Filmscoring ab.
Bereits 1995 entstand das Album Cycles im Duo mit Thorsten Wollmann. Seit seiner Rückkehr aus den USA gastierte er als Musiker, Arrangeur und Dirigent in den Big Bands des Norddeutschen, Westdeutschen und Hessischen Rundfunks; er verfertigte Auftragskompositionen und arrangierte bzw. dirigierte Orchesterproduktionen für unterschiedliche Auftraggeber. Er wirkte weiter im Tentett von Niels Klein und den Combos von Ulrich Tukur und Gabriel Coburger.
2001 wirkte Kerschek als Dirigent für die Gesänge der Chartsingle Mitternacht von E Nomine mit. 2006 orchestrierte und dirigierte Kerschek die FIFA-Hymne (wurde vor jedem WM-Spiel eingespielt). Im Jahr 2016 komponierte und produzierte er den offiziellen ARD-Olympiasong für die Ausstrahlung der Olympischen Spiele aus Rio mit Daniela Mercury und der NDR-Bigband.
Kerschek spielte, schrieb und dirigierte u. a. für das Bundesjazzorchester unter der Leitung von Peter Herbolzheimer, war mit unterschiedlichsten Formationen auf Tourneen in den USA, in Russland, im Baltikum, in Spanien, Portugal, Finnland, Skandinavien, England, den Beneluxstaaten und der Schweiz, wo er u. a. auf dem Montreux Jazz Festival spielte. Weiterhin unternahm er Studienreisen nach Brasilien, Indonesien und Afrika, trat in Radio und Fernsehen mit Musikern wie John Taylor, Jorge Degas, Arkadi Shilkloper, Trilok Gurtu und Joe Gallardo auf und spielte bis heute über 50 CDs ein.
2004 erhielt er eine Professur für Jazztheorie, Komposition und Filmmusik an der Hochschule für Musik und Theater Hamburg. Inzwischen leitet er den dortigen Fachbereich Jazz.
Kerschek brach im Jahr 2016 einen Guinness-Weltrekord durch das Dirigieren eines Konzerts im Stadion in Frankfurt mit einem Orchester mit 7548 Musikern („das größte Orchester der Welt“).

## Preise und Auszeichnungen
Kerschek wurde 2006 mit einem Echo für seine musikalische Arbeit an der TV-Serie „Little Amadeus“ ausgezeichnet.
2013 erhielt er für seine Verdienste um den Jazz in Hamburg den Hamburger Jazzpreis.

## Diskographische Hinweise
- Symphonic Jazz-Vol.1:: Metropolitan Visions ((Phina 2015, mit Hamburger Symphonikern, Bodek Janke u. a.)
- Symphonic Jazz-Vol.2: My Polish Heart (Phina 2016, mit Hamburger Symphonikern & NDR Bigband, Vladyslav Sendecki, Reiner Winterschladen, Gabriel Coburger u. a.)